# Liste der Biografien/Wolfe
Liste der Biografien |
Portal Biografien |
Personensuche
# |
A |
B |
C |
D |
E |
F |
G |
H |
I |
J |
K |
L |
M |
N |
O |
P |
Q |
R |
S |
T |
U |
V |
W |
X |
Y |
Z |
?
 
Wa |
Wc |
Wd |
We |
Wh |
Wi |
Wj |
Wl |
Wn |
Wo |
Wr |
Ws |
Wt |
Wu |
Ww |
Wy |
Wz
 
Woa |
Wob |
Woc |
Wod |
Woe |
Wof |
Wog |
Woh |
Woi |
Woj |
Wok |
Wol |
Wom |
Won |
Woo |
Wop |
Wor |
Wos |
Wot |
Wou |
Wov |
Wow |
Wox |
Woy |
Woz
 
Wola |
Wolb |
Wolc |
Wold |
Wole |
Wolf |
Wolg |
Wolh |
Woli |
Wolj |
Wolk |
Woll |
Wolm |
Woln |
Wolo |
Wolp |
Wolr |
Wols |
Wolt |
Wolv |
Woly |
Wolz
 
Wolfa |
Wolfb |
Wolfc |
Wolfe |
Wolff |
Wolfg |
Wolfh |
Wolfi |
Wolfk |
Wolfl |
Wolfm |
Wolfn |
Wolfo |
Wolfr |
Wolfs |
Wolft
Die Liste der Biografien führt alle Personen auf, die in der deutschsprachigen Wikipedia einen Artikel haben. Dieses ist eine Teilliste mit 127 Einträgen von Personen, deren Namen mit den Buchstaben „Wolfe“ beginnt.

## Wolfe
- Wolfe, Alice (1905–1983), austroamerikanische Kunsthistorikerin
- Wolfe, Ann (* 1971), US-amerikanische Boxerin
- Wolfe, Anthony (* 1983), Fußballnationalspieler aus Trinidad und Tobago
- Wolfe, Art (* 1951), US-amerikanischer Naturfotograf
- Wolfe, Arthur M. (1939–2014), US-amerikanischer Astrophysiker
- Wolfe, Ben (* 1962), amerikanischer Jazzmusiker (Kontrabass, Komposition)
- Wolfe, Bernard (1915–1985), US-amerikanischer Schriftsteller
- Wolfe, Bernie (* 1951), kanadischer Eishockeytorwart
- Wolfe, Billy (1924–2010), schottischer Politiker und langjähriger Vorsitzender der Scottish National Party (SNP)
- Wolfe, Bret (* 1975), US-amerikanischer Pornodarsteller
- Wolfe, Chelsea (* 1983), amerikanische Singer-Songwriterin und MusikerinChelsea Wolfe (* 1983)

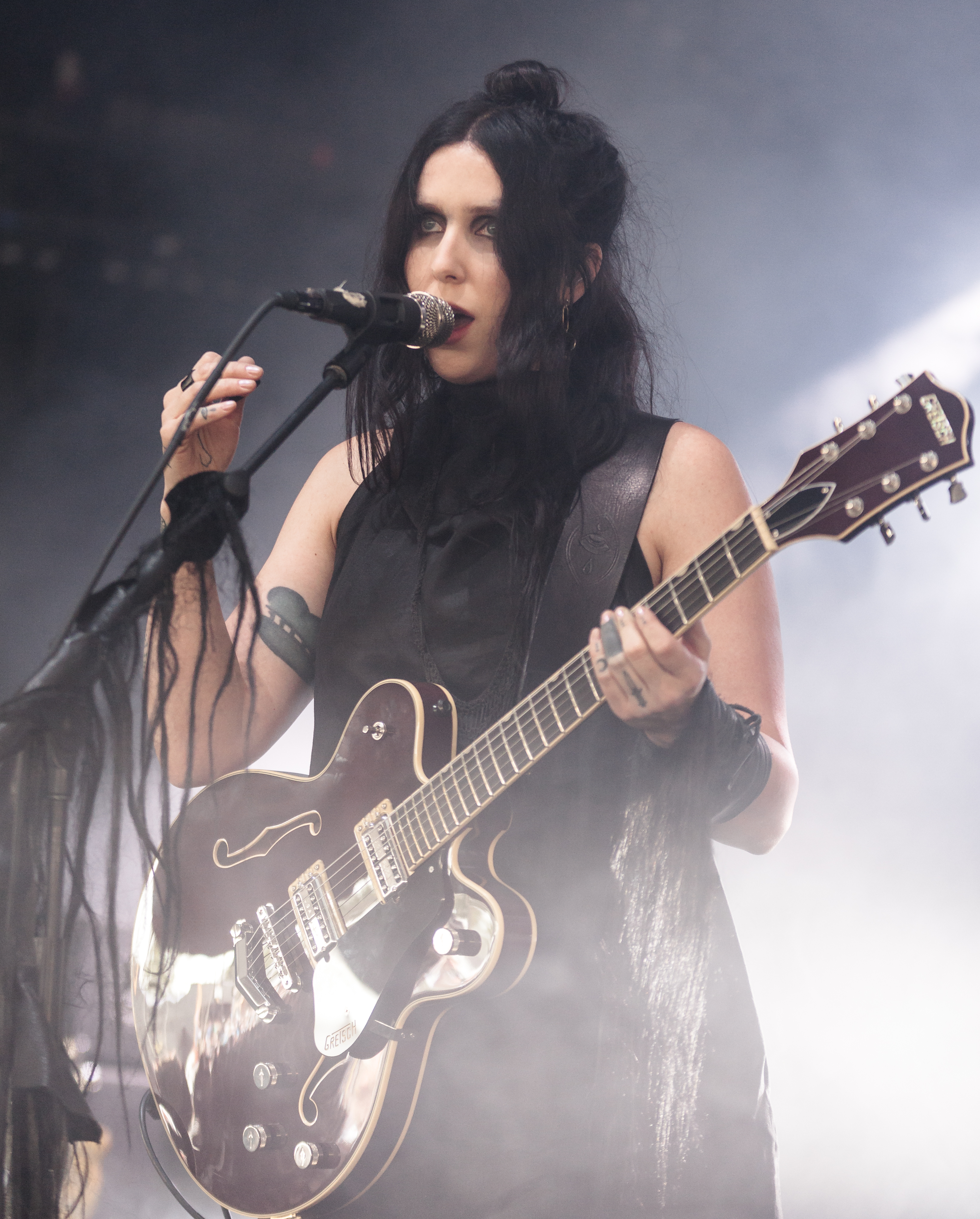
Chelsea Wolfe (* 1983)

- Wolfe, Chris, US-amerikanischer Astronom
- Wolfe, Christina (* 1989), britisch-US-amerikanische Schauspielerin und Synchronsprecherin
- Wolfe, Collette (* 1980), US-amerikanische Schauspielerin
- Wolfe, Danny (1928–1996), US-amerikanischer Rockabilly-Musiker und Songschreiber
- Wolfe, Derek (* 1990), US-amerikanischer American-Football-Spieler
- Wolfe, DJ (* 1986), US-amerikanischer American-Football-Spieler
- Wolfe, Gary K. (* 1946), US-amerikanischer Biograf von Science-Fiction-Autoren
- Wolfe, Gene (1931–2019), US-amerikanischer Science-Fiction- und Fantasy-AutorGene Wolfe (1931–2019)

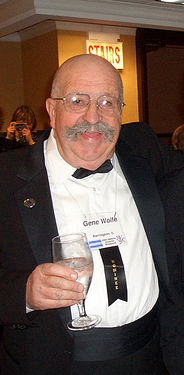
Gene Wolfe (1931–2019)

- Wolfe, George C. (* 1954), US-amerikanischer Dramatiker und Theater- und Filmregisseur
- Wolfe, George Victor (1904–1990), US-amerikanischer Politologe österreichischer Herkunft
- Wolfe, Glynn (1908–1997), US-amerikanischer Prediger und Rekordhalter
- Wolfe, Henry (* 1979), amerikanischer Komponist, Musiker, Sänger und Schauspieler
- Wolfe, Ian (1896–1992), US-amerikanischer Schauspieler
- Wolfe, Ivy (* 1996), amerikanische Pornodarstellerin
- Wolfe, Jack (* 1995), britischer Schauspieler
- Wolfe, James (1727–1759), britischer General
- Wolfe, Jane (1875–1958), englische Schauspielerin und Thelemitin
- Wolfe, Jarmila (* 1987), australische Tennisspielerin slowakischer Herkunft
- Wolfe, Jenna (* 1974), US-amerikanische Fernsehjournalistin
- Wolfe, John (1954–2023), US-amerikanischer Rechtsanwalt und Politiker
- Wolfe, Julia (* 1958), US-amerikanische Komponistin und Hochschullehrerin
- Wolfe, Kenneth B (1896–1971), US-amerikanischer Generalleutnant (U.S. Air Force)
- Wolfe, Kid (1895–1975), US-amerikanischer Boxer im Superbantamgewicht
- Wolfe, Linnie Marsh (1881–1945), US-amerikanische Bibliothekarin, Biographin und Pulitzer-Preisträgerin
- Wolfe, Madison (* 2002), US-amerikanische Schauspielerin
- Wolfe, Martin Stuart (1937–2019), britischer Pflanzenpathologe und Hochschullehrer
- Wolfe, Patrick (1949–2016), britisch-australischer Historiker und Anthropologe
- Wolfe, Peter (* 1968), britischer Musiker und Songschreiber
- Wolfe, Philip (1927–2016), US-amerikanischer Mathematiker
- Wolfe, Robert L. (1928–1981), US-amerikanischer Filmeditor
- Wolfe, Rowland (1914–2010), US-amerikanischer Kunstturner
- Wolfe, Simeon K. (1824–1888), US-amerikanischer Politiker
- Wolfe, Stanley (1924–2009), US-amerikanischer Komponist und Musikpädagoge
- Wolfe, Stuart, britischer Schauspieler, Zirkusartist, Bildhauer, Maler, Designer, Physiotherapeut und Osteopath
- Wolfe, Swain (1939–2021), US-amerikanischer Schriftsteller und Filmemacher
- Wolfe, Thomas (1900–1938), amerikanischer SchriftstellerThomas Wolfe (1900–1938)

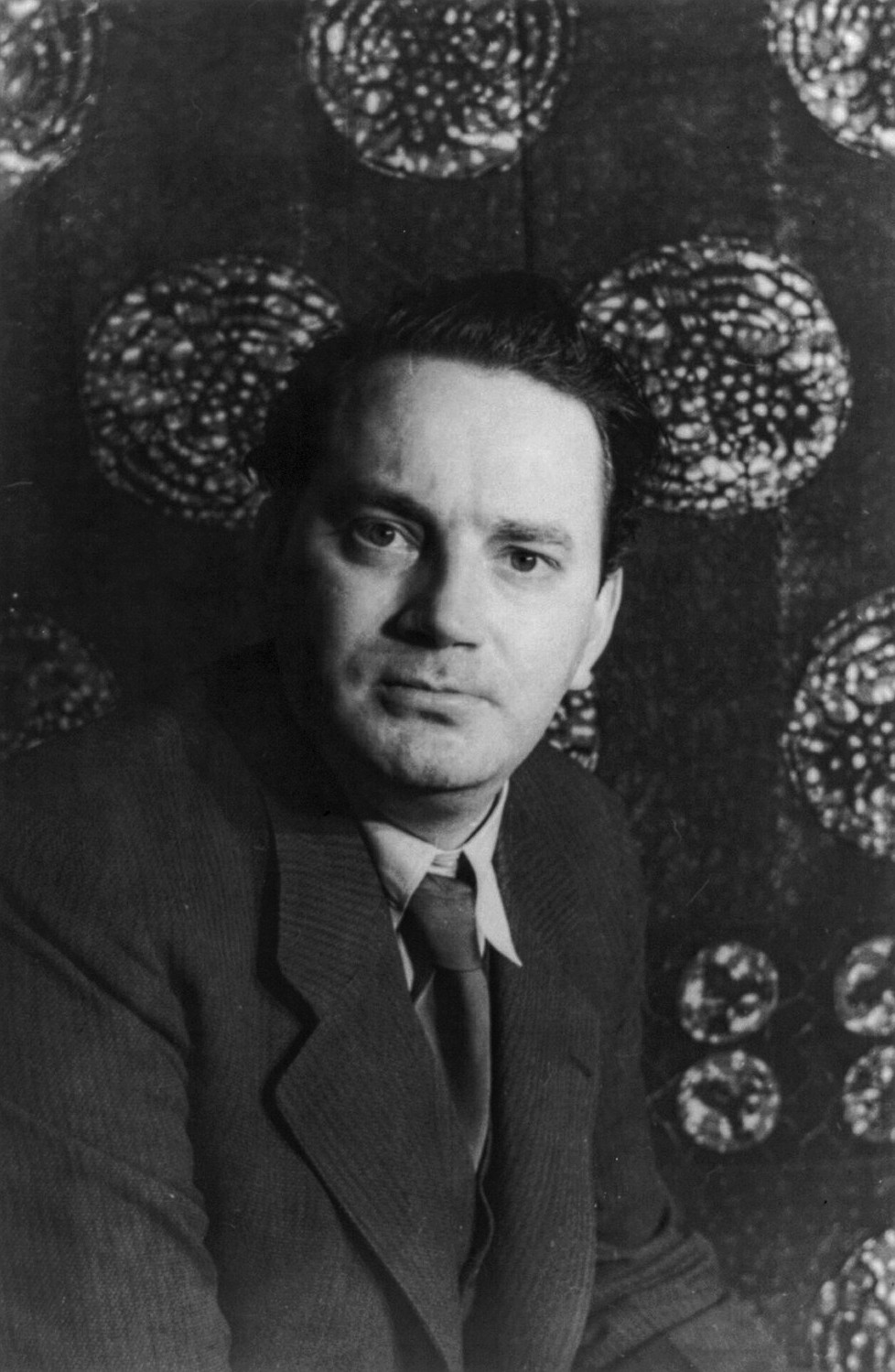
Thomas Wolfe (1900–1938)

- Wolfe, Tom (1930–2018), US-amerikanischer Schriftsteller, Journalist, Kunst- und Architekturkritiker und IllustratorTom Wolfe (1930–2018)

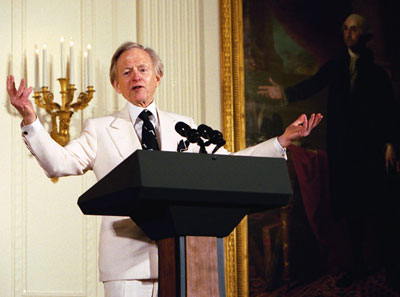
Tom Wolfe (1930–2018)

- Wolfe, Traci (* 1960), US-amerikanische Schauspielerin und Model
- Wolfe, Verne (1922–2000), US-amerikanischer Leichtathletiktrainer
- Wolfe, Wallace V. (1895–1988), US-amerikanischer Toningenieur bzw. Tontechniker und Erfinder
- Wolfe-Barry, John (1836–1918), britischer Ingenieur
- Wolfe-Simon, Felisa, US-amerikanische Geomikrobiologin

### Wolfel
- Wölfel, Carl (1833–1893), deutscher Baumeister und Ziegelfabrikant
- Wölfel, Dominik Josef (1888–1963), österreichischer Historiker und Ethnologe
- Wölfel, Eberhard (1927–2019), deutscher Theologe
- Wölfel, Eilhard (* 1932), deutscher Bauingenieur
- Wölfel, Gustav (1899–1980), deutscher Politiker (CSU), MdL
- Wölfel, Hans (1902–1944), deutscher Jurist, NS-Opfer
- Wölfel, Johannes Moritz (1830–1893), deutscher Rechtsanwalt und Politiker (NLP), MdR
- Wölfel, Kurt (1927–2021), deutscher Germanist und Literaturwissenschaftler
- Wölfel, Martin (* 1969), deutscher Opernsänger (Countertenor)
- Wölfel, Roman (* 1974), deutscher Arzt, Sanitätsoffizier und Hochschullehrer an der Technische Universität München
- Wölfel, Ursula (1922–2014), deutsche Kinderbuchautorin
- Wölfel, Wilhelm von (1913–2011), deutscher Bauingenieur und Hochschullehrer

### Wolfen
- Wolfen, Leo (1901–1988), deutscher römisch-katholischer Geistlicher, Autor und Verfolgter des Nationalsozialismus
- Wolfenbarger, Janet C. (* 1958), US-amerikanischer General
- Wolfenbüttel, Charlotte Christine († 1771), falsche Prinzessin
- Wolfendale, Arnold (1927–2020), britischer Astronom und Physiker
- Wolfenden, James (1889–1949), US-amerikanischer Politiker
- Wolfenden, John Wolfenden, Baron (1906–1985), britischer Gelehrter
- Wolfenden, Tom (* 1994), englischer Badmintonspieler
- Wolfender, Michel (1926–2020), Schweizer Maler und Graveur
- Wolfenhaut, Julius (1913–2010), rumänisch-russisch-deutscher Ingenieur und Lehrer
- Wolfensberger, Andrea (* 1961), Schweizer Bildhauerin und Installationskünstlerin
- Wolfensberger, Jakob (1933–2021), Schweizer Bogenschütze
- Wolfensberger, Johann Edwin (1873–1944), Schweizer Drucker
- Wolfensberger, Johann Jakob (1797–1850), Schweizer Maler
- Wolfensberger, Rita (1928–2020), Schweizer Pianistin, Musikpädagogin und Musikkritikerin
- Wolfensberger, Sven (* 1989), Schweizer Fußballschiedsrichter
- Wolfensberger, William (1889–1918), Schweizer Pfarrer und Schriftsteller
- Wolfensberger, Wolf (1934–2011), deutsch-amerikanischer Psychologe
- Wolfensohn, James (1933–2020), australisch-US-amerikanischer Ökonom, neunter Präsident der WeltbankJames Wolfensohn (1933–2020)

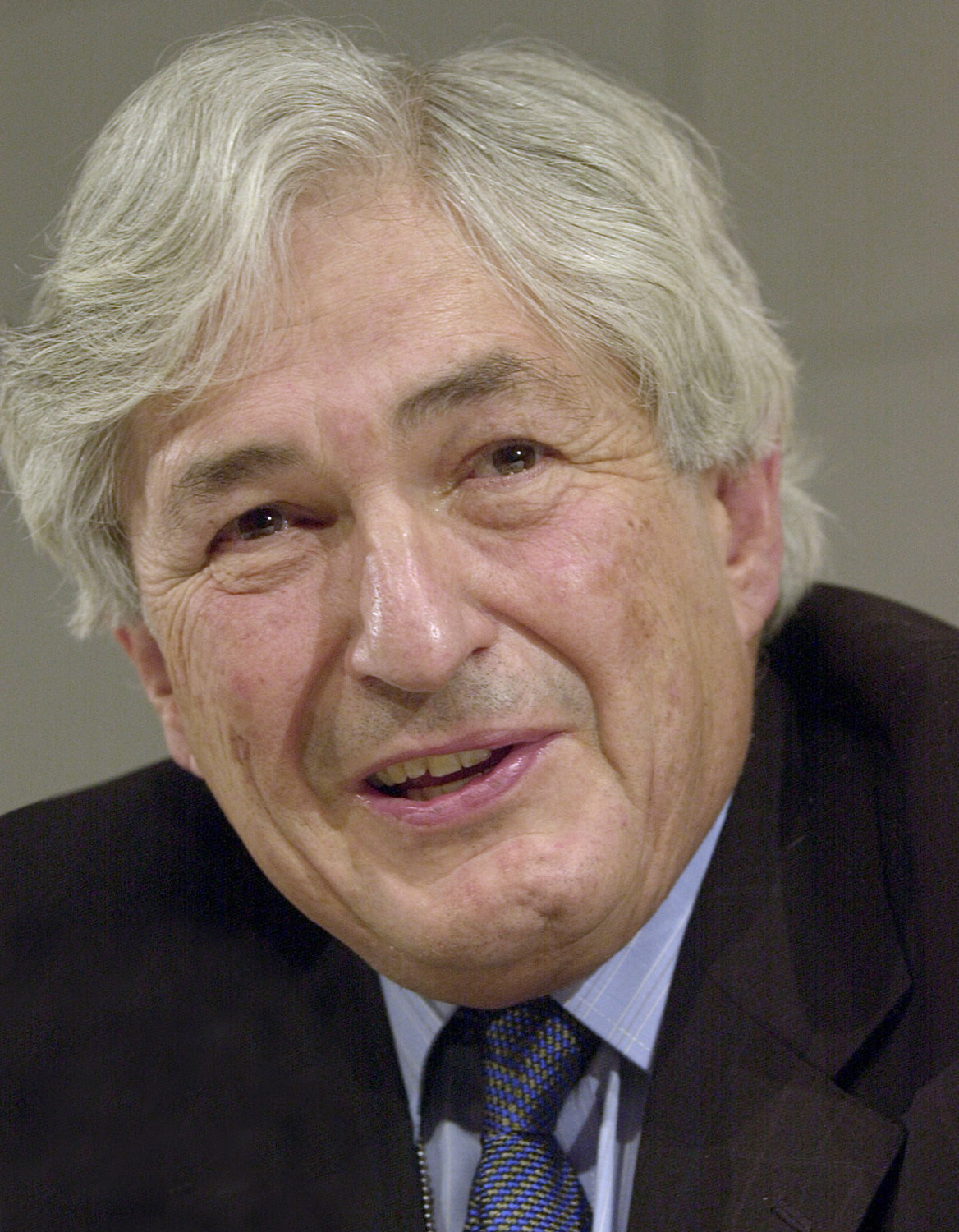
James Wolfensohn (1933–2020)

- Wolfenstein, Alfred (1883–1945), expressionistischer Lyriker, Dramatiker und Übersetzer
- Wolfenstein, Lincoln (1923–2015), US-amerikanischer theoretischer Physiker
- Wolfenstein, Moses (1838–1907), deutscher jüdischer Kaufmann in Berlin und Stifter der Synagoge Steglitz im gleichnamigen Berliner Stadtteil

### Wolfer
- Wolfer, Alfred (1854–1931), Schweizer Astronom
- Wolfer, Andrea (* 1987), Schweizer Radrennfahrerin
- Wolfer, Bruno (* 1954), Schweizer Radrennfahrer
- Wolfer, David (* 2000), Schweizer Unihockeyspieler
- Wolfer, Georg (* 1861), deutscher Politiker (SPD Elsaß-Lothringen)
- Wolfer, Heinrich (1882–1969), Schweizer Unternehmer, Kunstsammler und Mäzen
- Wolfer, Heinrich (1911–1945), österreichischer Psychiater und Erbarzt
- Wolfer, Jakob (1911–1984), österreichischer Theologe, außerordentlicher geistlicher Oberkirchenrat der Evangelischen Kirche Österreichs
- Wolfer, Johann Jakob (1799–1851), württembergischer Oberamtmann
- Wölfer, Jürgen (1944–2015), deutscher Jazzautor
- Wölfer, Klaus (* 1956), österreichischer Diplomat und Botschafter
- Wolfer, Leo (1880–1942), österreichischer Psychiater
- Wolfer, Martin (1947–1999), österreichischer Arzt
- Wolfer, Rudolf (1912–1994), deutscher Politiker (SPD), MdL Bayern
- Wölfer, Stefan (1896–1979), österreichischer Politiker (SPÖ), Landtagsabgeordneter
- Wolfer, Wilhelm (1885–1938), deutscher Verwaltungsjurist und Landrat
- Wolferen, Karel van (* 1941), niederländischer Journalist und Hochschullehrer
- Wolferinus, Simon († 1550), deutscher Pfarrer
- Wolferman, Quinn (* 1997), US-amerikanischer Freeride- und Freestyle-Skier
- Wolfermann, Alfred (1902–1945), deutscher Politiker (NSDAP), MdL
- Wolfermann, Iris (* 1972), deutsche Kinderbuchillustratorin
- Wolfermann, Klaus (1946–2024), deutscher Leichtathlet und Olympiasieger
- Wolfermann, Willy (1898–1973), hessischer Politiker
- Wolfers, Andreas (* 1958), deutscher Journalist
- Wolfers, Anna Angelina (* 1978), deutsche Schauspielerin und FotomodelAnna Angelina Wolfers (* 1978)

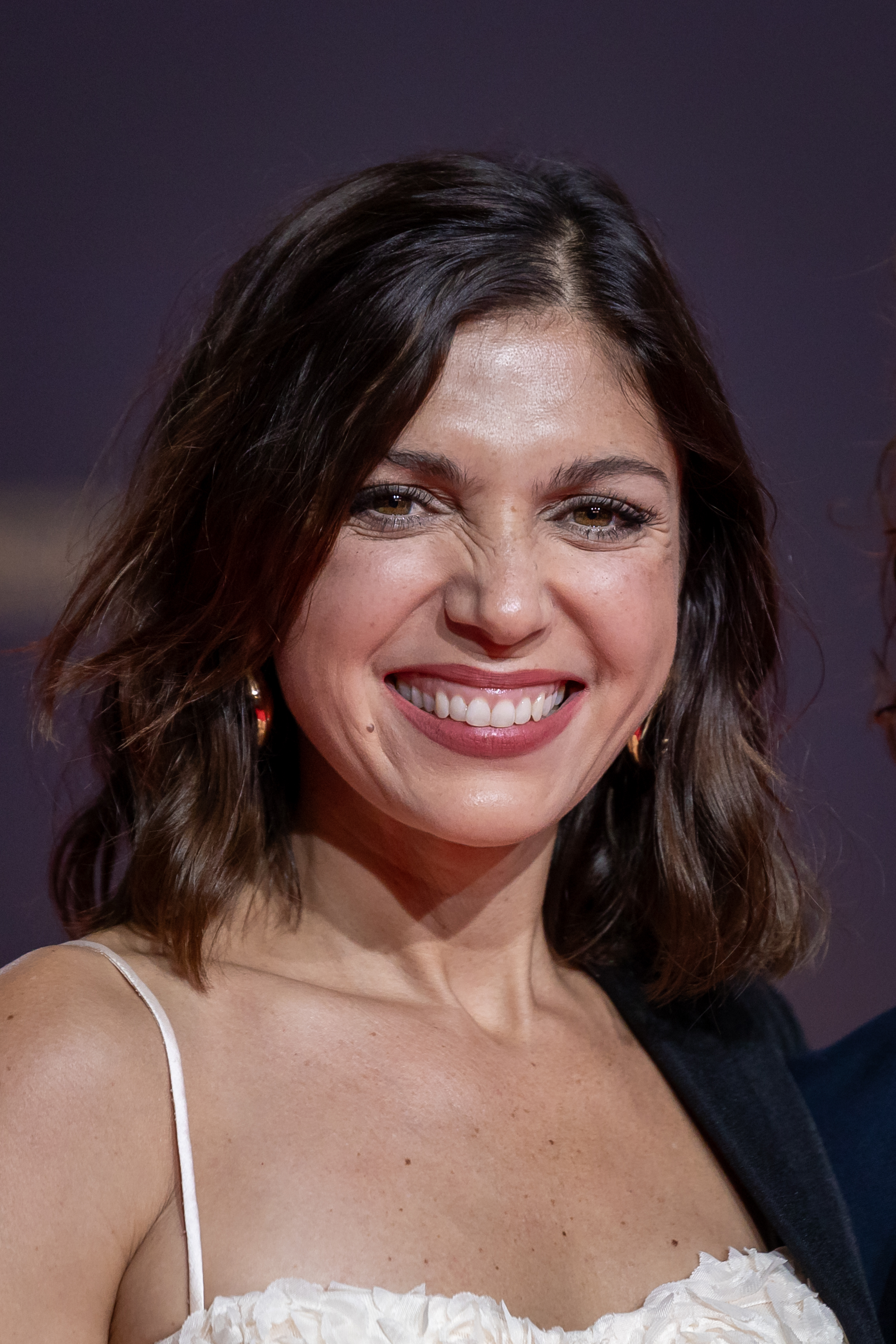
Anna Angelina Wolfers (* 1978)

- Wolfers, Arnold (1892–1968), US-amerikanischer Politikwissenschaftler
- Wolfers, Jakob Philipp (1803–1878), deutscher Astronom und Mathematiker
- Wolfers, Justin (* 1972), amerikanisch-australischer ÖkonomJustin Wolfers (* 1972)

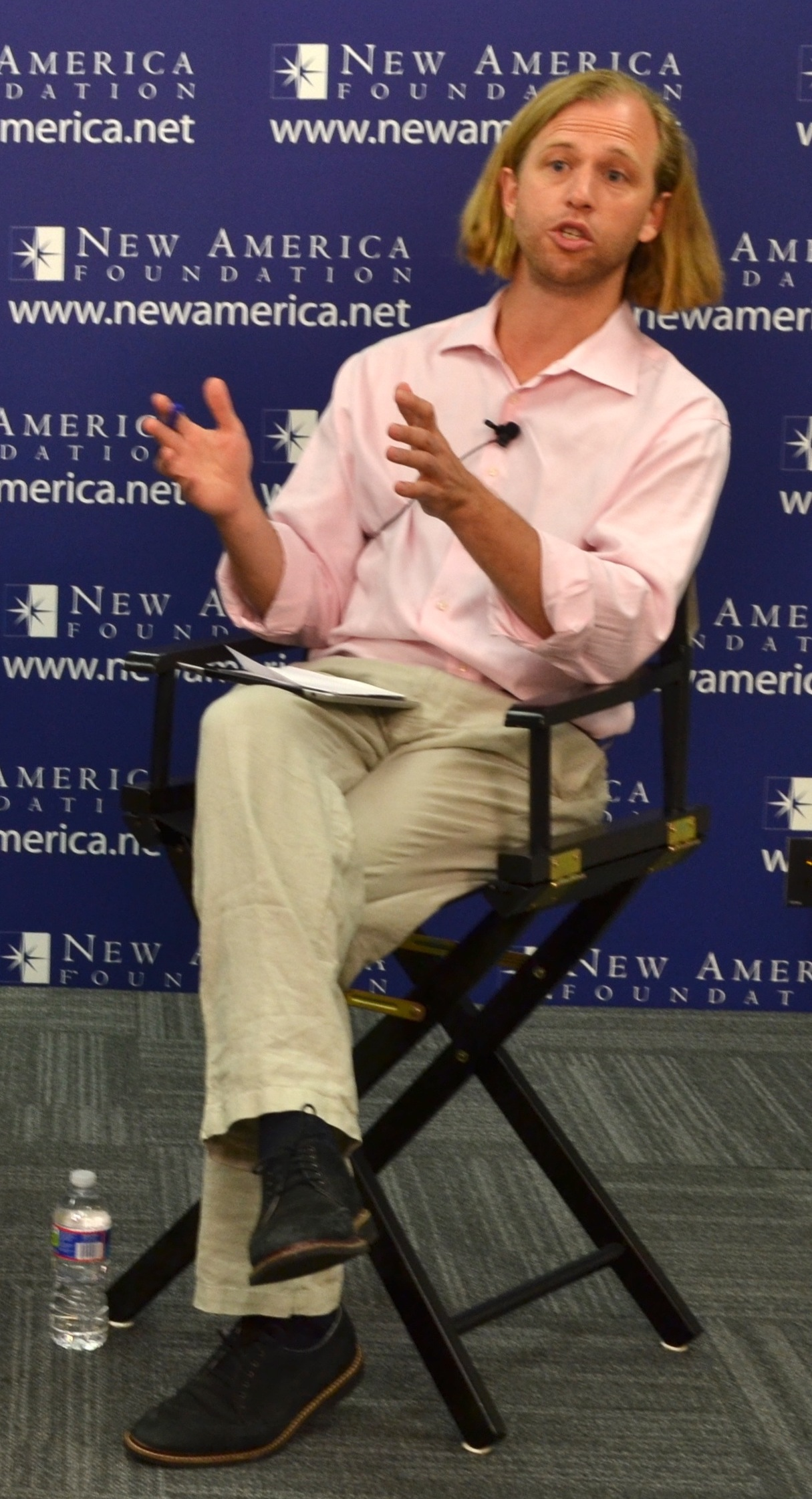
Justin Wolfers (* 1972)

- Wolfers, Melanie (* 1971), deutsche Theologin in Österreich, Ordensfrau, Speakerin und Autorin
- Wolfersdorf, Lothar von (1934–2010), deutscher Mathematiker und Hochschullehrer
- Wolfersdorff, Elise von (1846–1921), deutsche Schriftstellerin
- Wolfert, Adolf (1901–1946), deutscher Funktionär der NSDAP, wegen NS-Kriegsverbrechen hingerichtet
- Wölfert, Friedrich Hermann (1850–1897), deutscher Verleger und Luftfahrtpionier
- Wolfert, Katharina (* 1998), deutsche Nachwuchsschauspielerin
- Wolfert, Raimund (* 1963), deutscher Historiker, freier Autor und Herausgeber sowie Dozent
- Wolfert, Sascha (* 1990), deutscher Fußballspieler
- Wolfert, Wenzel (1820–1877), böhmischer Postkutscher
- Wolfertstetter, Klaus (* 1977), deutscher Schriftsteller und Drehbuchautor

### Wolfes
- Wolfes, Felix (1892–1971), deutscher Komponist, Dirigent und Musikdozent
- Wolfes, Matthias (1961–2023), deutscher Theologe und Autor
- Wolfeschlegelsteinhausenbergerdorff, Hubert Blaine Sr. (1914–1997), US-amerikanischer Guinness-Buch Rekordinhaber